# Collateralized Debt Obligation
Die Collateralized Debt Obligation (CDO; deutsch „gesicherte Schuldverschreibung“; von englisch collateral für Kreditsicherheit) ist im Finanzwesen der Anglizismus für eine Gruppe von forderungsbesicherten Wertpapieren, die von einer Zweckgesellschaft emittiert wird und als Anleihedeckung eine Vielzahl von Forderungen mit unterschiedlichen Schuldnern in einem Pool vereinigt.

## Allgemeines
Eine für den Forderungsankauf speziell gegründete Zweckgesellschaft (englisch special purpose vehicle) investiert in einen breit diversifizierten Pool von Forderungen und finanziert diesen aus dem Emissionserlös der auf dem Sekundärmarkt platzierten CDOs. Der Schuldendienst (Nominalzins und Tilgung) der CDOs wird vom Schuldendienst der Schuldner aus dem Pool finanziert.

## Einordnung
Im Rahmen der Verbriefung sind CDOs wie folgt einzuordnen:
| Asset Backed Securities (ABS)             | Unterart/Portfolio |
| ----------------------------------------- | --- |
| Asset Backed Securities im engeren Sinn:  | Autokredite, Bankkredite, Kreditkartenforderungen, Leasingforderungen |
| Mortgage Backed Securities (MBS)          | Hypothekenbesichertes Wertpapier Residential Mortgage Backed Securities (RMBS) Commercial Mortgage Backed Securitisation (CMBS) Collateralized Mortgage Obligations (CMO) |
| Collateralized Debt Obligations (CDO)     | Collateralized Bond Obligations (CBO), Collateralized Loan Obligations (CLO)                                                                                              |
| Asset Backed Securities im weiteren Sinn: | besichertes Geldmarktpapier (ABCP) |

Während die Asset Backed Securities im engeren Sinn auf dem Kapitalmarkt gehandelt werden, sind die besicherten Geldmarktpapiere typische Handelsobjekte auf dem Geldmarkt.

## Arten
Generell wird unterschieden zwischen True-Sale- und Synthetic-Sale. Beim True Sale handelt es sich um die echte Veräußerung der Forderungen durch Forderungsverkauf an die Zweckgesellschaft. Wird dagegen das in der Forderung liegende Debitorenrisiko über Kreditderivate (etwa Credit Default Swaps mit dem Pool als Sicherungsgeber) transferiert, handelt es sich um synthetische CLOs.
Dabei kommen je nach Portfolio folgende Anleihearten vor:
- Asset Backed Securities: Collateralized Bond Obligations (CBO; Unternehmensanleihen, Staatsanleihen aus Emerging Markets), Collateralized Debt Obligations (CDO), Collateralized Loan Obligations (CLO; Bankkredite, Unternehmensfinanzierungen), Collateralized Mortgage Obligations (CMO) oder Schuldscheine;
- Mortgage Backed Securities: hypothekenbesicherte Wertpapiere: Commercial Mortgage Backed Securitisation (CMBS), Residential Mortgage Backed Securities (RMBS) oder Hypothekenpfandbriefe.

CDOs enthalten eine Vielzahl von festverzinslichen Wertpapieren, CMOs beinhalten grundpfandrechtlich gesicherte Hypothekendarlehen, Schuldscheine werden meist von Industrieunternehmen des Mittelstands ausgegeben. Der Pool bei CMBS enthält entweder Wohnimmobilien (RMBS) oder Gewerbeimmobilien (CMBS).
RMBS sind ein Risikotransfer privater Baufinanzierungen, wobei der geringe Kreditbetrag einer einzelnen Finanzierung und die hohe Anzahl von Finanzierungen zu einer hohen Granularität des Pools führt und ein Forderungsausfall durch Verwertung der Wohnimmobilie abgesichert ist. CMBS umfassen die Verbriefung von Hypothekendarlehen auf Gewerbeimmobilien. Bei ihnen liegt das Credit Enhancement deutlich über dem von RMBS-Finanzierungen.

## Wirtschaftliche Aspekte
Forderungsbesicherte Wertpapiere sind ein Risikotransfer, weil der eigentliche Risikoträger (wie etwa eine Hypothekenbank bei Immobilienfinanzierungen) sein Finanzrisiko an einen Anleger überträgt. Im Ergebnis werden daher nicht oder nur schwer handelbare Forderungen in handelbare Finanzprodukte umgewandelt. Der Nominalzins der besicherten Wertpapiere richtet sich nach Bonität und Rating/Kreditscoring der zugrunde liegenden Forderungen. Granularität und Klumpenrisiko können durch Risikodiversifizierung verbessert/vermindert oder eliminiert werden. Es verbleibt stets das systematische Risiko, das nicht durch Risikodiversifizierung beseitigt werden kann und bei derartigen Finanzinstrumenten nicht unterschätzt werden darf. CDOs werden oft in mehreren Tranchen vermarktet, wobei die obersten Tranchen (englisch senior CDOs) gegenüber den übrigen (englisch Mezzanine, englisch junior/equity CDOs) bevorrechtigt sind. Die Verteilung der Cashflows aus dem Pool hängt somit von der Rangfolge der CDO-Tranchen ab. Senior-Tranchen werden vor der Mezzanine und diese vor der Equity-Tranche bedient. Verluste werden also zuerst von den Equity-Tranchen getragen.
Von Medien und Wissenschaftlern wurden die Komplexität von CDO-Produkten, die mangelnde Markttransparenz der Produkte, das Versagen der Ratingagenturen bei der korrekten Bewertung dieser Instrumente und die mangelnde Bankenaufsicht der staatlichen Organe für die finanziellen Verwerfungen der Finanzkrise ab 2007 verantwortlich gemacht. Auch die CDOs mit einem hohen Ranking bestanden zum großen Teil aus sogenannten Subprime-Darlehen, also Krediten an einkommensschwache Gesellschaftsschichten mit variablen Zinsen. Die Originatoren haben also sichere Hypotheken mit hoch risikoreichen vermischt und dann mit einem guten Rating der Ratingagenturen weiterverkauft. Das Versagen der Ratingagenturen wie Moody’s oder Standard & Poor’s in der Bewertung dieser CDOs wirft noch heute Fragen auf.

## Anlegerrisiko
Einige Merkmale der ABS-Anleihen wirken zwar risikomindernd (Granulärität, Ringfencing und Risikostreuung), doch beinhalten die Portfolios ein systematisches Risiko, das etwa aus einem Marktrisiko und/oder Zinsrisiko bestehen kann, das alle im Portfolio vorhandenen Forderungen gemeinsam treffen kann. Bei der Subprime-Krise ab August 2007 gab es in den USA eine Immobilienblase, welche die Mortgage Backed  Securities durch eine zunehmende Zahl von Zwangsversteigerungen traf. Die nachfolgende Finanzkrise ab 2007 hat gezeigt, wie vulnerabel die verheißene – und durch Ratingagenturen bestätigte – Anlegersicherheit tatsächlich sein kann. Die durchweg guten Ratings standen im Gegensatz zum Credit Spread der CDOs, der ein höheres Anlagerisiko signalisierte. Ähnlich ist die Situation bei einem Hochzinsniveau, weil viele Kreditnehmer ihre Kreditzinsen nicht mehr bezahlen können und damit das Risiko im Portfolio erhöhen. ABS-Anleihen weisen daher ein sehr hohes Anlagerisiko auf und gehören zur schlechtesten Anlageklasse, was sie nur für risikofreudige Anleger der höchsten Risikoklasse attraktiv macht.